# Sučouské muzeum
Sučouské muzeum je muzeum sterého čínského umění a uměleckých řemesel ve městě Su-čou. Záběr sbírky sahá od výzdoby buddhistických svatyní přes kaligrafii a malbu až po slonovinu a keramiku. Architektonicky významné je nové křídlo muzea, které pro své domovské město navrhl architekt I. M. Pei. 